# عدنان الضميري
عدنان حسين هيكل الضميري (أبو حسين؛ 3 أغسطس 1954 - ) سياسي وعسكري فلسطيني، وُلد في مخيم طولكرم في وسط مدينة طولكرم بالضفة الغربية، شغل منصب المفوض السياسي العام لدولة فلسطين، والناطق الرسمي باسم الأجهزة الأمنية الفلسطينية، وهو عضو في المجلس الثوري لحركة فتح.

## ميلاده
وُلد عدنان حسين هيكل ضميري في مخيم طولكرم في قلب مدينة طولكرم بالضفة الغربية بتاريخ 3 أغسطس عام 1954م.

## مناصبه
في سبتمبر 2009، صدر قرارٌ من الرئيس محمود عباس بتعيين عدنان الضميري مفوضًا سياسيًا عامًا لفلسطين، حيثُ كان سابقًا الناطق الرسمي لجهاز الشرطة الفلسطيني، ثم عين أيضًا ناطقًا رسميًا باسم الأجهزة الأمنية الفلسطينية. تمت ترقيته من عميد إلى لواء في عام 2009.

## مؤلفاته
ألَّفَ عدنان الضميري كتابًا بعنوان «مكان مؤقت: سيرة الجنرال المخيم والاعتقال»، حيثُ أصدره في مدينة طولكرم بتاريخ 9 أبريل 2018
خلال حفل رسمي بحضور وزير الثقافة إيهاب بسيسو ومجموعة من الشخصيات الفلسطينية.

## وصلات خارجية
- على يوتيوب: حفل إطلاق إطلاق كتاب مكان مؤقت لعدنان الضميري في مدينة طولكرم